# Норманджі (Техас)
Норманджі (англ. Normangee) — місто (англ. town) в США, в округах Леон і Медісон штату Техас. Населення — 495 осіб (2020).

## Географія
Норманджі розташоване за координатами 31°1′49″ пн. ш. 96°6′57″ зх. д. / 31.03028° пн. ш. 96.11583° зх. д. (31.030224, -96.115745).  За даними Бюро перепису населення США в 2010 році місто мало площу 2,89 км², з яких 2,89 км² — суходіл та 0,00 км² — водойми.

## Демографія
Згідно з переписом 2010 року, у місті мешкало 685 осіб у 272 домогосподарствах у складі 187 родин. Густота населення становила 237 осіб/км².  Було 355 помешкань (123/км²).
Расовий склад населення:
| - 72,4 % — білих - 17,7 % — чорних або афроамериканців - 0,9 % — корінних американців - 0,1 % — азіатів - 5,7 % — осіб інших рас |

До двох чи більше рас належало 3,2 %. Частка іспаномовних становила 9,5 % від усіх жителів.
За віковим діапазоном населення розподілялося таким чином: 28,0 % — особи молодші 18 років, 58,6 % — особи у віці 18—64 років, 13,4 % — особи у віці 65 років та старші. Медіана віку мешканця становила 35,2 року. На 100 осіб жіночої статі у місті припадало 91,9 чоловіків;  на 100 жінок у віці від 18 років та старших — 85,3 чоловіків також старших 18 років.
Середній дохід на одне домашнє господарство  становив 44 145 доларів США (медіана — 32 000), а середній дохід на одну сім'ю — 45 693 долари (медіана — 36 875). За межею бідності перебувало 18,9 % осіб, у тому числі 22,0 % дітей у віці до 18 років та 1,2 % осіб у віці 65 років та старших.
Цивільне працевлаштоване населення становило 207 осіб. Основні галузі зайнятості: освіта, охорона здоров'я та соціальна допомога — 22,2 %, роздрібна торгівля — 20,3 %, виробництво — 12,1 %, сільське господарство, лісництво, риболовля — 12,1 %.